# Партия Свободы Южного Тироля
Партия Свободы Южного Тироля (нем. Freiheitliche Partei Südtirols, FPS; ПСЮТ) — регионалистская национал-либеральная политическая партия, действующая на территории Южного Тироля, Италия.

## История
Политическая партия была основана Герольдом Меранером в 1988 году как преемница Партии независимых. На провинциальных выборах 1988 года Партия Свободы Южного Тироля набрала 1,4% голосов избирателей, в результате чего Меранер был избран в Совет провинции. Вскоре данная партия была объединена с Южно-тирольской отечественной федерацией Евы Клотц и некоторыми консервативными политиками из Южно-тирольской народной партии во главе с Альфонсом Бенедиктером, чтобы сформировать новую политическую силу — Гражданский союз для Южного Тироля.
В декабре 1992 года группа диссидентов из Южно-тирольской народной партии во главе с Кристианом Вальднером основала партию под названием "Свободные" (нем. Die Freiheitlichen). К ним позже присоединились и некоторые бывшие члены Партии Свободы Южного Тироля, которые сплотились вокруг Мартина Вентера и покинули Гражданский союз для Южного Тироля после внутренних конфликтов в 1993 году. Позже Герольд Меранер объявил "Свободных" в качестве законного наследника Партии Свободы Южного Тироля.